# Trương Hàn (nhà Kim)
Trương Hàn (chữ Hán: 张翰, ? – 1214) tự Lâm Khanh, người Tú Dung, Hãn Châu , quan viên nhà Kim.

## Khởi nghiệp
Năm Đại Định thứ 28 (1188) cuối thời Kim Thế Tông, Hàn đỗ tiến sĩ, được điều làm Thấp Châu quân sự phán quan. Có người vu 3 anh em là kẻ cướp, Hàn vi hành xét được sự thật, trình bày với châu xin tha cho họ.
Hàn lần lượt được làm huyện lệnh ở Đông Thắng, Nghĩa Phong, Hội Xuyên, bổ làm Thượng thư tỉnh lệnh sử; được trừ chức trừ hộ bộ chủ sự, thăng làm Giám sát ngự sử. Để tang mẹ, trở lại được điều làm Sơn Đông lộ diêm sứ. Để tang cha, được khởi trở lại làm Thượng thư tỉnh đô sự, Hộ bộ viên ngoại lang.

## ThờiKim Vệ Thiệu vương
Trong niên hiệu Đại An (1209 – 1211), Bình chương chánh sự Độc Cát Tư Trung, Tham tri chánh sự Hoàn Nhan Thừa Dụ đi xét việc đồn thú ở vùng biên, Hàn được sung làm Tả hữu tư lang trung, bàn luận với họ không hòa hợp. Hàn cho rằng bọn Tư Trung sắp xếp trái luật, tranh cãi chỉ ra họ không làm tròn việc tra xét . Thừa Dụ đuổi Hàn ra ngoài, Kim Vệ Thiệu vương biết ông luôn nói phải, nên triệu kiến an ủi. Được đổi làm Tri đăng văn cổ viện, kiêm chức vụ trước, thăng làm Thị ngự sử.

## ThờiKim Tuyên Tông
Đầu niên hiệu Trinh Hữu (1213 – 1217), được làm Hàn Lâm trực học sĩ, sung làm Nguyên soái phủ Kinh lịch quan. Trung Đô  giới nghiêm, Hàn điều tiết mọi việc rất ổn thỏa, được đổi làm Hộ bộ thị lang. Kim Tuyên Tông dời đô đi Biện Kinh , Hàn tổ chức nhân sự, lương thảo đến Chân Định, dâng thư kiến nghị 5 việc:
1. Tập hợp binh sĩ và vũ khí, di dời hào mục và dân chúng để tăng cường lực lượng cho Nam Kinh (tức Biện Kinh).
2. Vét những con ngòi cũ của Thái Châu, Nam Kinh để thông tào vận.
3. Tạm trao quan ấn cho những cánh dân quân, sai tướng thống lãnh, ngăn ngừa phản trắc.
4. Đặt quan lại ở những địa phương chưa ổn định, nhằm đề phòng giặc cướp nổi lên.
5. Thi hành ân huệ ở những điểm đến của hoàng đế, nhằm thu lấy lòng người.

Kim Tuyên Tông nương theo đó mà thi hành. Hàn chính vào lúc rối loạn tỏ rõ tài năng, bắt tay vào trị lý; được thăng làm Hà Bình quân Tiết độ sứ, Đô thủy giám, Đề khống quân mã sứ, ít lâu sau đổi làm Hộ bộ thượng thư. Bấy giờ triều đình nhà Kim mới đến Nam Kinh (1214), nhiều việc sơ sài, Hàn đã xử lý, thì đều ổn thỏa. Trong năm ấy, Hàn mất, thụy là Đạt Nghĩa.